# Ceratostema auriculatum
Ceratostema auriculatum är en ljungväxtart som beskrevs av J. L. Luteyn. Ceratostema auriculatum ingår i släktet Ceratostema och familjen ljungväxter. Inga underarter finns listade i Catalogue of Life.